# Мемли Краснићи
Мемли Краснићи (алб. Memli Krasniqi; Приштина, 25. јануар 1980) албански је политичар са Косова и Метохије. Од јула 2021. обавља функцију председника Демократске партије Косова (ДПК). Претходно је био министар пољопривреде, шумарства и руралног развоја (2014—2017) и министар културе, омладине и спорта (2011—2014). Тренутно је председник посланичке групе ДПК у Скупштини Косова.

## Биографија
Рођен је у Приштини где је завршио Основну школу „Хасан Приштина” и Гимназију „Џевдет Дода”. Дипломирао је политичке науке и јавну управу на Филозофском факултету Универзитета у Приштини и стекао звање магистра међународних односа на Лондонској школи економије и политичких наука.
Током 1999. и 2000. године радио је као новинар за америчку новинску агенцију Associated Press, а 2002. године радио је као директор за односе са јавношћу у Телемедицинском центру Косова.
Дуги низ година био је активан у музичкој индустрији и радио на различитим музичким пројектима, углавном као текстописац и члан хип хоп групе Ritmi i Rrugës.
Живи у Приштини са својом супругом Мелизом и децом Бором, Маљ и Вером.